# Оскол (село)
Оско́л (укр. Оскі́л; с 1600 по 1919 гг. — Царебори́сов (Царёв-Борисов), с 1919 по 2016 гг. Кра́сный Оско́л укр. Червоний Оскіл) — село в Изюмском районе Харьковской области Украины. Являлось до 2020 года административным центром Оскольского сельского совета, в который, кроме того, входило село Букино.

## Население
Население по переписи 2001 года составляло 3217 человек (1516 мужчин и 1701 женщина).

## Географическое положение
Село Оскол находится на реке Оскол (в основном на правом берегу) в месте впадения в неё реки Бахтин (правый приток).
В селе расположена плотина Оскольского водохранилища и Краснооскольская ГЭС.
К селу примыкает большой лесной массив (сосна).

## История
- Крепость Царёв-Борисов основана в 1599 году по приказу царя Бориса Годунова воеводой Богданом Бельским на реке Оскол.
- 24 марта 1919 — переименовано в Красный Оскол.[3][4][1][2]
- При СССР в селе и ближайших окрестностях работали пионерские лагеря: «Орлёнок» ИОМЗ, «Ленинские зори» ХТЗ, «Чайка» ИТРЗ; турбазы: ИОМЗа, ХИИТа, ХТЗ.[1]
- В 1993 году в селе действовали:[1] аптека, больница, детская консультация, детские ясли, детсад, быткомбинат, бытовая мастерская, клуб, магазины, гастроном, универмаг, дом престарелых, сберкасса, кирпичный цех, пожарная часть, гидроузел, метеостанция, лесничество, участковый пункт милиции, общепит райпотребсоюза, пельменная, шашлычная, кондитерский цех, ситроцех, сельпо, отделение связи, Краснооскольский сельсовет, телевизионное ателье, школа.[1]
- 2016 — в рамках «закона о декоммунизации Украины» название было «декоммунизировано» и село переименовано в просто «Оскол».[2]
- В мае 2022 года в ходе вторжения России в Украину украинские войска предположительно оставили село[6].

## Экономика
- При СССР в селе были молочно-товарная ферма и свинотоварная фермы.
- Лесничество
- База отдыха ОАО ХТЗ
- Детский оздоровительный лагерь «Орлёнок»
- Оскольская ГЭС

## Объекты социальной сферы
- Детский сад
- Школа
- Клуб
- Больница
- Дом престарелых

## Достопримечательности
- На сельском кладбище — братская могила советских воинов; похоронены 54 павших воина. Известны 6 фамилий воинов.
- В центре села — Братская могила советских воинов; похоронены 823 советских воина.
- На холме неподалёку села — Цареборисовское городище, земляные укрепления Цареборисовской крепости.

## Религия
- Православная церковь Николая Чудотворца[7] УПЦ МП.

## Известные люди
- Леонид Иванович Мачулин — писатель, историк, журналист.
- Яков Николаевич Федоренко (1896—1947) — маршал советских бронетанковых войск.